# Нова Весь (Млавський повіт)
Нова Весь (пол. Nowa Wieś) — село в Польщі, у гміні Шидлово Млавського повіту Мазовецького воєводства.
Населення — 195 осіб (2011).
У 1975-1998 роках село належало до Цехановського воєводства.

## Демографія
Демографічна структура станом на 31 березня 2011 року:
|          | Загалом | Допрацездатний вік | Працездатний вік | Постпрацездатний вік |
| -------- | ------- | ------------------ | ---------------- | -------------------- |
| Чоловіки | 100     | 20                 | 75               | 5                    |
| Жінки    | 95      | 16                 | 60               | 19                   |
| Разом    | 195     | 36                 | 135              | 24                   |